# Maike Seuren
Maike Seuren (* 19. November 1986 in Siegen) ist eine ehemalige deutsche Fußballspielerin.

## Karriere
Maike Seuren spielte in der Jugend zunächst bei Grün-Weiß Brauweiler und wechselte 2003 zur SpVgg Oberaußem-Fortuna in die damals zweitklassige Regionalliga West, mit der sie sich 2004 für die neu gegründete 2. Bundesliga Nord qualifizierte. Zur Spielzeit 2004/05 schloss sich Seuren dem Bundesligaabsteiger FFC Brauweiler Pulheim an, mit dem ihr im selben Jahr der sofortige Wiederaufstieg in die Bundesliga gelang. Ihr Erstligadebüt gab sie am zweiten Spieltag der Saison 2005/06, als sie bei der 0:2-Auswärtsniederlage gegen den Hamburger SV nach der Halbzeitpause für Isabell Borchert eingewechselt wurde. 2006 wechselte Seuren in die USA, wo sie an der  Florida State University für die Florida State Seminoles spielte, unter anderem gemeinsam mit ihrer früheren Teamkollegin Kathrin Schmidt, und dort in vier Partien zum Einsatz kam. Im Mai 2007 kehrte sie nach Deutschland zurück und bestritt die letzten fünf Saisonspiele für Pulheim, das zum Saisonende als Tabellenletzter in die zweite Bundesliga Süd abstieg.
Nach dem erneuten Abstieg Pulheims zum Ende der Saison 2007/08 in die Regionalliga West schloss sich Seuren zur Saison 2008/09 dem damaligen Zweitligisten Bayer 04 Leverkusen an, wo sie acht Ligaspiele bestritt. Nach nur einer Spielzeit wechselte zum Ligakonkurrenten 1. FC Köln, der kurz zuvor aus dem FFC Brauweiler Pulheim hervorgegangen war. Dort ist sie seitdem Stammspielerin und verpasste in den Spielzeiten 2010/11 und 2012/13 den Aufstieg in die Bundesliga als jeweils Zweitplatzierter nur knapp.
Seit 2015 arbeitet Maike Seuren beim DFB in der Organisation, mittlerweile als Teammanagerin.

## Erfolge
- Aufstieg in die Bundesliga 2004/05 mit Brauweiler Pulheim
- Aufstieg in die Bundesliga 2014/15 mit dem 1. FC Köln